# Alan Haworth
Alan Robert Haworth (Blackburn, Reino Unido, 26 de abril de 1948 - Reikiavik, Islandia, 28 de agosto de 2023) fue un político británico  que perteneció al Partido Laborista, en el cual ocupó cargos oficiales desde 1975 hasta 2004, incluyendo su desempeño como Secretario del Grupo Parlamentario Laborista desde 1992 hasta 2004. 
En 2004, fue nombrado miembro de la Cámara de los Lores como par vitalicio.

## Primeros años
Alan Haworth creció en el suburbio de Revidge en Blackburn, donde su familia tenía una tienda de comestibles, y recibió educación en la Escuela St. Silas y la Escuela Técnica y de Gramática de Blackburn. Asistió a la Universidad de Saint Andrews para estudiar medicina, pero abandonó después de un año de estudio. Luego, se graduó en sociología en el Colegio Regional de Tecnología de Barking en 1971. Posteriormente, trabajó como registrador en la universidad de 1973 a 1975.

## Carrera parlamentaria
Haworth fue nombrado para el personal del Partido Laborista Parlamentario en 1975, ascendió a Oficial Principal del Comité en 1985, y sirvió como Secretario del PLP desde 1992 hasta 2004. Fue elevado a la Cámara de los Lores el 28 de junio de 2004 como par vitalicio con el título de Barón Haworth, de Fisherfield en Ross y Cromarty.
En diciembre de 2009 fue acusado por The Times de ganar £100,000 en gastos al fingir que su residencia principal era una cabaña en Escocia. Tras una investigación realizada por Michael Pownall, Secretario de los Parlamentos, fue absuelto de cualquier irregularidad en febrero de 2010.

## Vida personal y muerte
Haworth contrajo matrimonio con Maggie Rae, una abogada, en 1991. Falleció a causa de un ataque cardíaco en Reykjavík, Islandia, el 28 de agosto de 2023, mientras disfrutaba de unas vacaciones con su esposa.